# San Juan Nepomuceno (hajó)
A San Juan Nepomucenót a Királyi Hajóépítő Üzemben építették Guarnizóban (Kantábria), és 1765-ben bocsátották vízre. Mint a legtöbb 18. századbeli hadihajót, a San Juan Nepomucenót is egy szentről nevezték el, Nepomuki Szent Jánosról. Erősre készítették, hogy biztosan megállja a helyét a tengeren. A hajó testvérei a San Pascual, San Francisco de Asis, San Lorenzo, Santo Domingo és a San Agustín voltak.

## Leírása

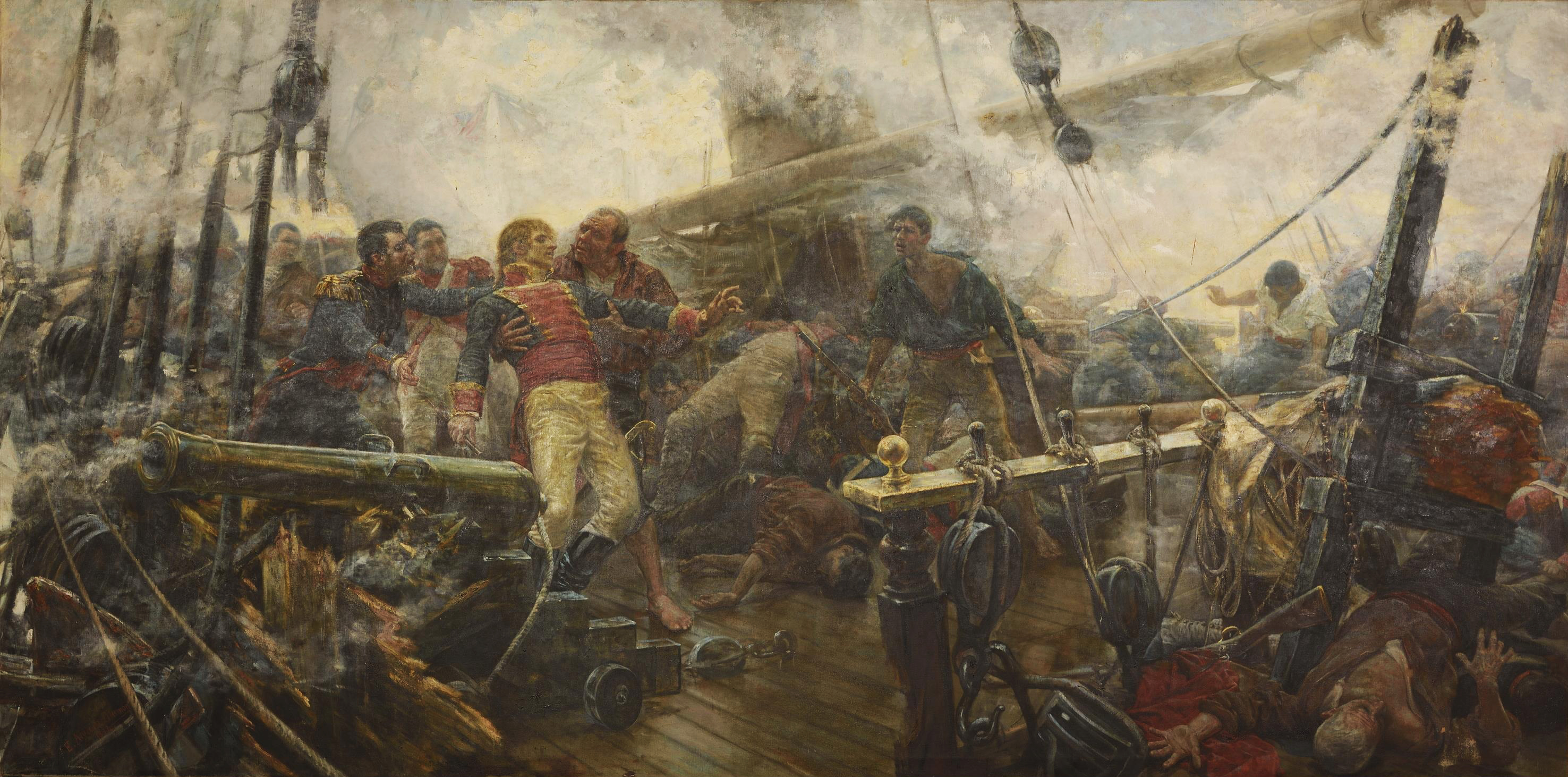
Churruca halála, Eugenio Álvarez Dumont alkotása

A hajó tömege 2700 tonna. 74 darab ágyút hordozott, amelyek közül 24 db 11 kg-os, 30 db 8 kg-os, 8 db 5 kg-os és 8 db 3,5 kg-os súlyú töltet kilövésére volt alkalmas. Összesen 8 tiszt, 11 tengerészkadét, 19 főmatróz és 492 matróz szolgált rajta. 60 napi élelmiszer és 80 napi víz volt a hajó készlettároló kapacitása.

## A hajó története
Számos fontos szolgálatot tett az Armadának, a Karib-térségben folyó ostromokon való küzdelmeiért 1779-ben kitüntették. 1793-ban rész vett az angol–spanyol haderő oldalán Toulon megszállásában Don Juan de Lángara tengernagy parancsnoksága alatt. 4 évvel később, 1797-ben újra harcba szállt egy spanyol flotta részeként az angolok ellen a Cape St. Vincenti csatában.

## A trafalgari ütközet

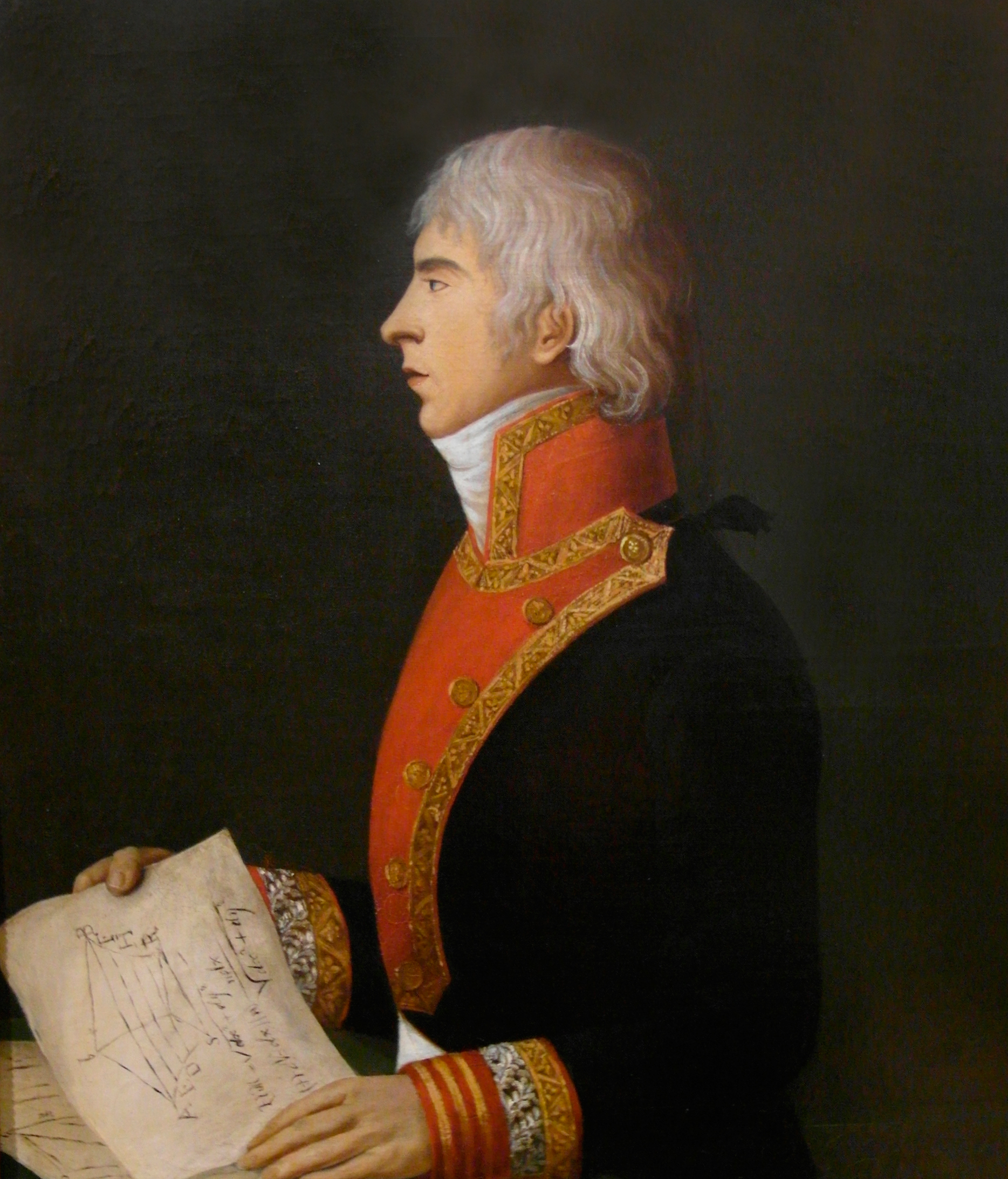
Cosme Damián de Churruca y Elorza

A trafalgari ütközetben is részt vett, kiváló teljesítménnyel. Annak ellenére, hogy 1805. október 21-én megfosztotta árbócától Nelson admirális tüzérsége, dicsőséget szerzett a csatában az ünnepelt parancsnok, Don Cosme Damián Churucca vezetése alatt. A sebesült Nelson admirális folytatta a csata irányítását, míg a parancsnok, Churruca, akinek a lábát egy tarackágyú leszakította, folytatta a vezénylést, de nem tudta áttörni a 6 ellenséges hajóból álló gyűrűt. A gyűrűbe tartozott többek között a híres Defiance, Tonnant és Dreadnought. A San Juan Nepomuceno 400 halottal és sebesülttel a fedélzetén zárta a csatát.
A trafalgari csata után a hajó az angolok kezére került, és Gibraltárnál szolgált HMS San Juanként mint hajóbörtön. Churruca parancsnok tiszteletére a kabinján belevésték a nevét egy réztáblába, és mindenkinek, aki belépett, le kellett vennie a sapkáját, tiszteletet mutatva a bátor ellenfélnek.